# Campeonato Mundial de Ciclismo en Ruta Junior de 2019
El Campeonato Mundial de Ciclismo en Ruta Junior de 2019 se realizó en Yorkshire (Reino Unido) entre el 22 y el 27 de septiembre de 2019, bajo la organización de la Unión Ciclista Internacional (UCI) y la Unión Ciclista Británica.
El campeonato constó de carreras en las especialidades de contrarreloj y de ruta. En total se otorgaron cuatro títulos de campeón mundial junior.

## Programa
| Día              | Evento                        | Trayecto                                            | Distancia (km) | Ganador                         |
| ---------------- | ----------------------------- | --------------------------------------------------- | -------------- | ------------------------------- |
| Contrarreloj     |                               |                                                     |                |                                 |
| 23 de septiembre | Contrarreloj femenina júnior  | Harrogate–Harrogate (circuito de 14 km – 1 vuelta)  | 13,7           | Aigul Gareyeva · ( Rusia)       |
| 23 de septiembre | Contrarreloj masculina júnior | Harrogate–Harrogate (circuito de 14 km – 2 vueltas) | 27,6           | Antonio Tiberi · ( Italia)      |
| Ruta             |                               |                                                     |                |                                 |
| 26 de septiembre | Ruta masculina júnior         | Richmond–Harrogate                                  | 148,1          | Quinn Simmons ( Estados Unidos) |
| 27 de septiembre | Ruta femenina júnior          | Doncaster–Harrogate                                 | 86,0           | Megan Jastrab ( Estados Unidos) |

## Resultados

### Masculino
- Contrarreloj

| Puesto | Ciclista       | País         | Tiempo   |
| ------ | -------------- | ------------ | -------- |
| Oro    | Antonio Tiberi | Italia       | 38:28,25 |
| Plata  | Enzo Leijnse   | Países Bajos | 38:36,04 |
| Bronce | Marco Brenner  | Alemania     | 38:40,87 |

- Ruta

| Puesto | Ciclista           | País           | Tiempo  |
| ------ | ------------------ | -------------- | ------- |
| Oro    | Quinn Simmons      | Estados Unidos | 3:38:04 |
| Plata  | Alessio Martinelli | Italia         | 3:39:00 |
| Bronce | Magnus Sheffield   | Estados Unidos | 3:39:37 |

### Femenino
- Contrarreloj

| Puesto | Ciclista           | País         | Tiempo   |
| ------ | ------------------ | ------------ | -------- |
| Oro    | Aigul Gareyeva     | Rusia        | 22:16,23 |
| Plata  | Shirin van Anrooij | Países Bajos | 22:19,84 |
| Bronce | Elynor Bäckstedt   | Reino Unido  | 22:27,16 |

- Ruta

| Puesto | Ciclista       | País           | Tiempo  |
| ------ | -------------- | -------------- | ------- |
| Oro    | Megan Jastrab  | Estados Unidos | 2:08:00 |
| Plata  | Julie De Wilde | Bélgica        | 2:08:00 |
| Bronce | Lieke Nooijen  | Países Bajos   | 2:08:00 |

### Medallero
| Núm. | País           | Oro | Plata | Bronce | Total |
| ---- | -------------- | --- | ----- | ------ | ----- |
| 1    | Italia         | 1   | 1     | 0      | 2     |
| 2    | Estados Unidos | 1   | 0     | 1      | 2     |
| 3    | Rusia          | 1   | 0     | 0      | 1     |
| 4    | Países Bajos   | 0   | 2     | 0      | 2     |
| 5    | Alemania       | 0   | 0     | 1      | 1     |
| 5    | Reino Unido    | 0   | 0     | 1      | 1     |
|      | TOTAL          | 4   | 4     | 4      | 12    |